# Boby Tally Sarmiento
Boby Jorge Enrique Tally Sarmiento (27 de abril de 1988) es un futbolista guatemalteco que juega como mediocampista. Actualmente juega para CSD Municipal de la Liga Nacional de Guatemala.

## Trayectoria
En su carrera deportiva ha jugado con 3 equipos del fútbol guatemalteco. Deportivo San Pedro, Deportivo Guastatoya, y ahora en el CSD Municipal. Boby Tally es un jugador polifuncional en el medio campo, desenvolviéndose en diferentes posiciones. Fue descubierto en un partido de Torneo De Copa.

## Clubes
| Club                 | País      | Año             |
| -------------------- | --------- | --------------- |
| Deportivo Guastatoya | Guatemala | 2008 - 2009     |
| CSD Municipal        | Guatemala | 2009 - presente |